# Liste des parcs et jardins des Yvelines
- Rocquencourt
  - Arboretum de Chèvreloup Rocquencourt
- Thiverval-Grignon
  - Arboretum de Grignon
- Saint-Rémy-lès-Chevreuse
  - Jardin Des Bronzes
- Carrières-sous-Poissy
  - Parc du Peuple de l'herbe

- Carrières-sur-Seine

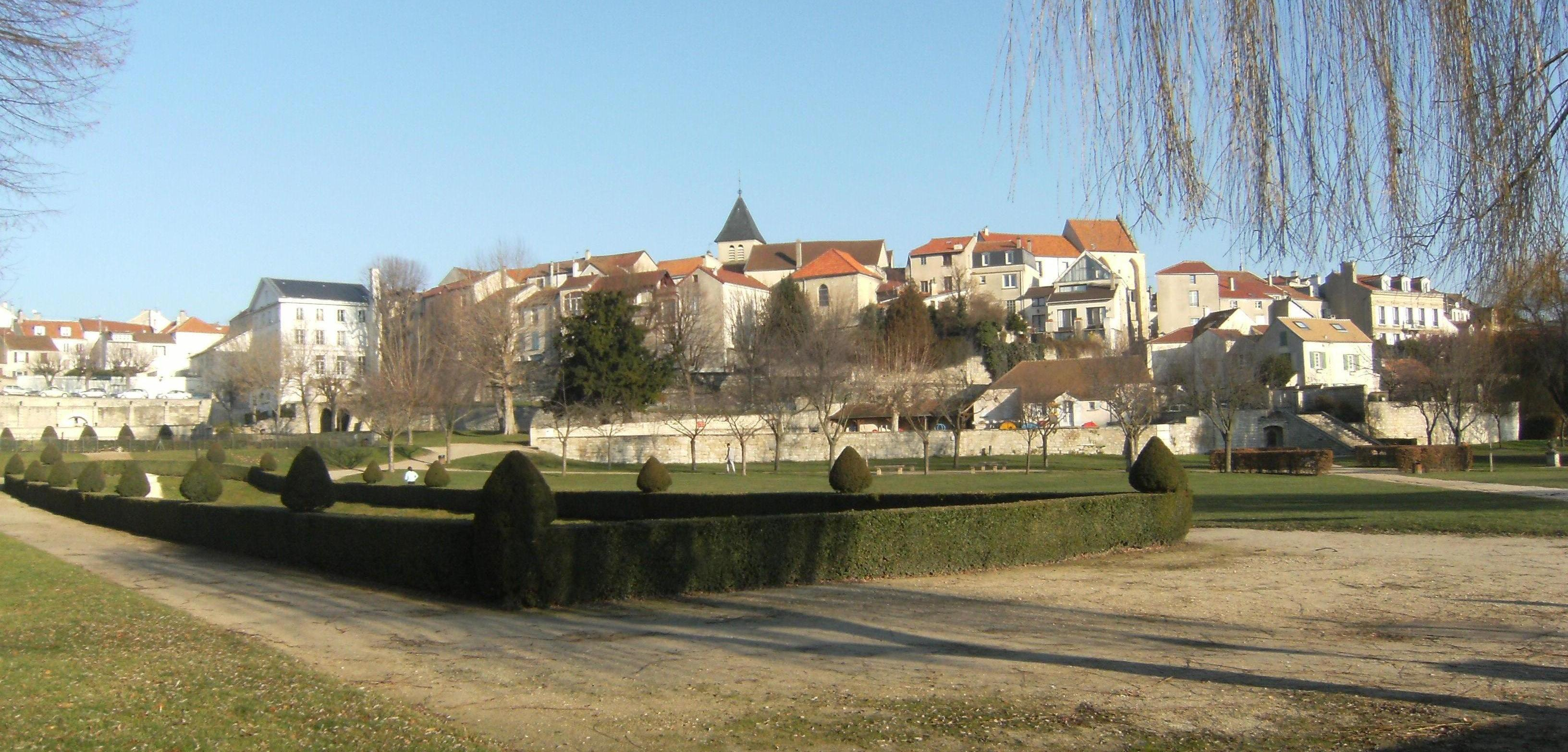
Parc de la mairie de Carrières-sur-Seine, aussi appelé les jardins de Mademoiselle de La Vallière.

  - Jardins de Mademoiselle de La Vallière
- Chambourcy
  - Désert de Retz
- Marly-le-Roi
  - Domaine national de Marly-le-Roi
- Élancourt
  - France miniature
- La Falaise
  - Jardin Aigue-Flore
- Guyancourt
  - Jardin des Gogottes
- Saint-Rémy-l'Honoré
  - Jardin Yili
- Thoiry
  - Parc animalier de Thoiry
- Le Pecq
  - Parc Corbière
- Montesson
  - Parc départemental de la boucle de Montesson

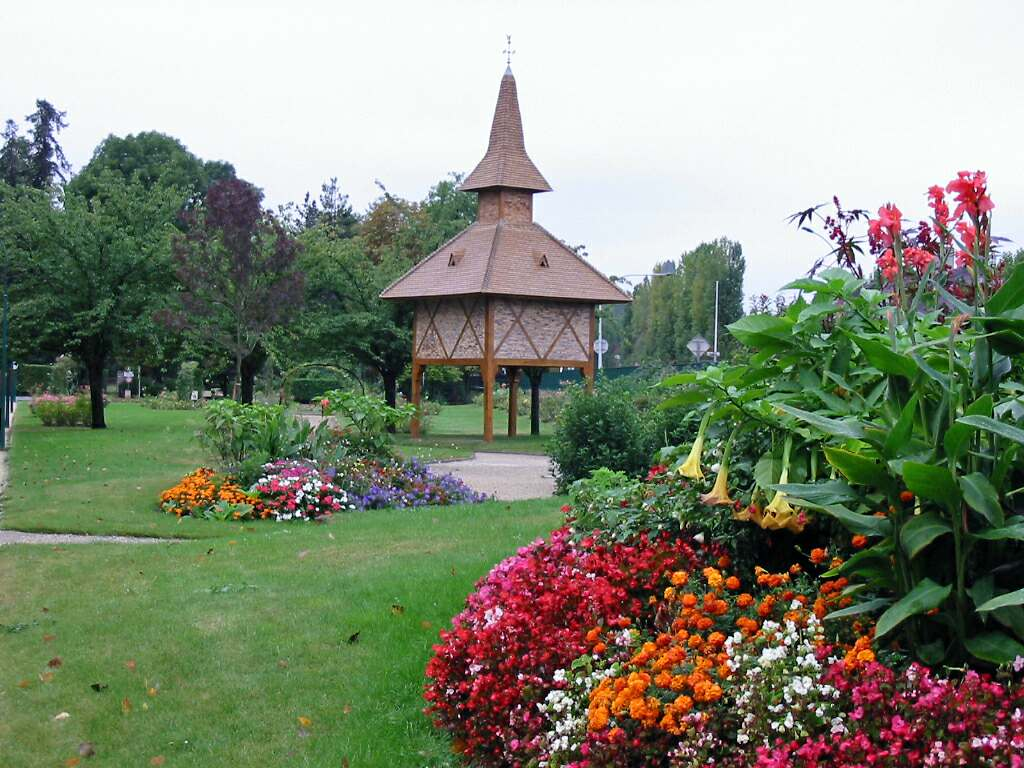
Le parc Meissonier.

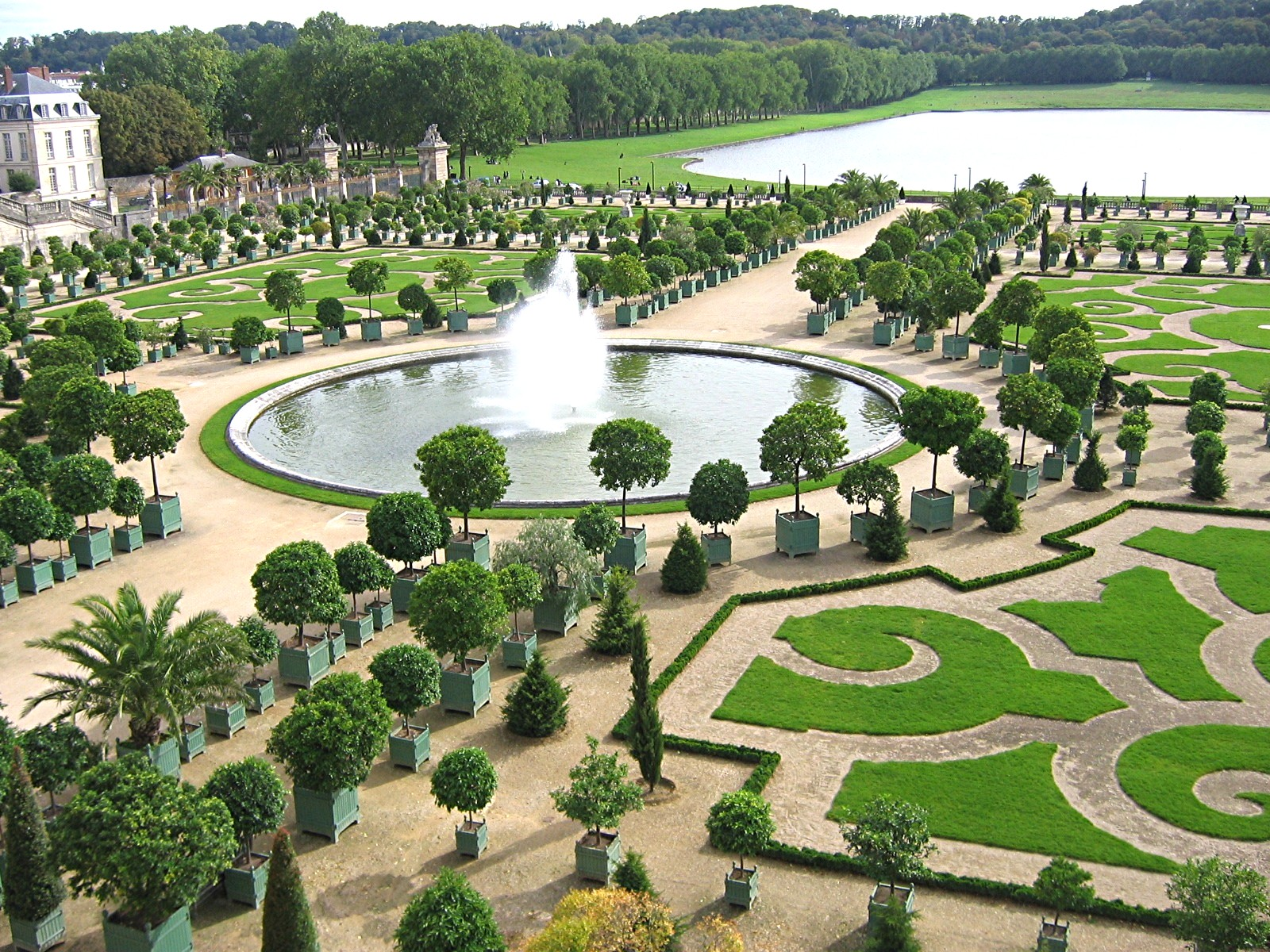
Orangerie du parc de Versailles.

- Boissets
  - Parc du Douaire
- Triel-sur-Seine
  - Parc aux étoiles

- Poissy
  - Parc Meissonier,
  - Square Jean-Moulin
  - Square Bussy
  - Square Deliance
  - Square André-Diez
  - Square Edgard-Prieur
  - Square des Frères Rose
  - Square du Pincerais
  - Square Saint-Exupéry
  - Square des vignes d'Hugo
- Les Mureaux
  - Parc de l'Oseraie
  - Parc de Sautour (Les Mureaux)
- Guyancourt
  - Parc des Sources de la Bièvre

- Versailles
  - Parc du château de Versailles
  - Potager du roi
  - Parc Balbi
- Émancé
  - Réserve zoologique de Sauvage
  - Les Clayes-sous-Bois
- Parc de Diane

## Photographies des parcs et jardins

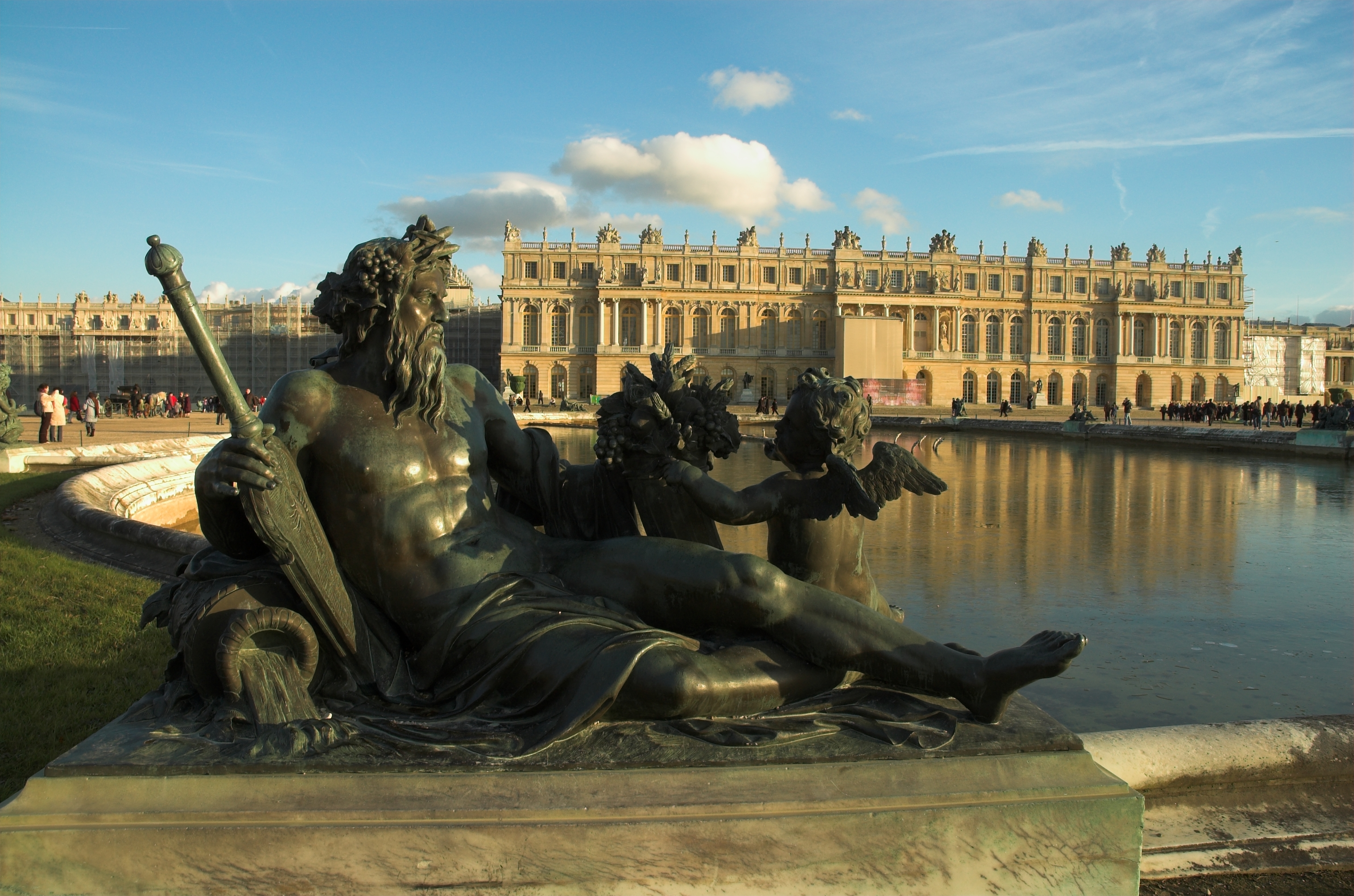
Le Parc de Versailles
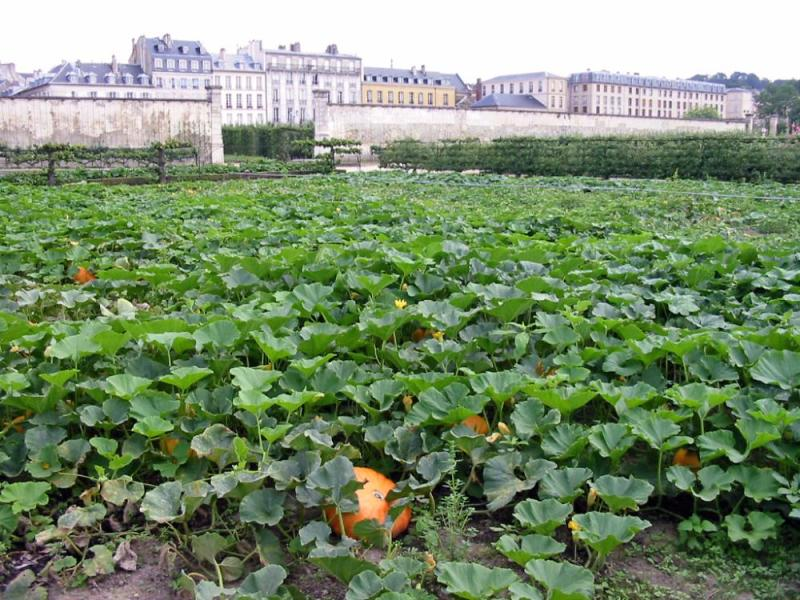
Le Potager du roi à Versailles
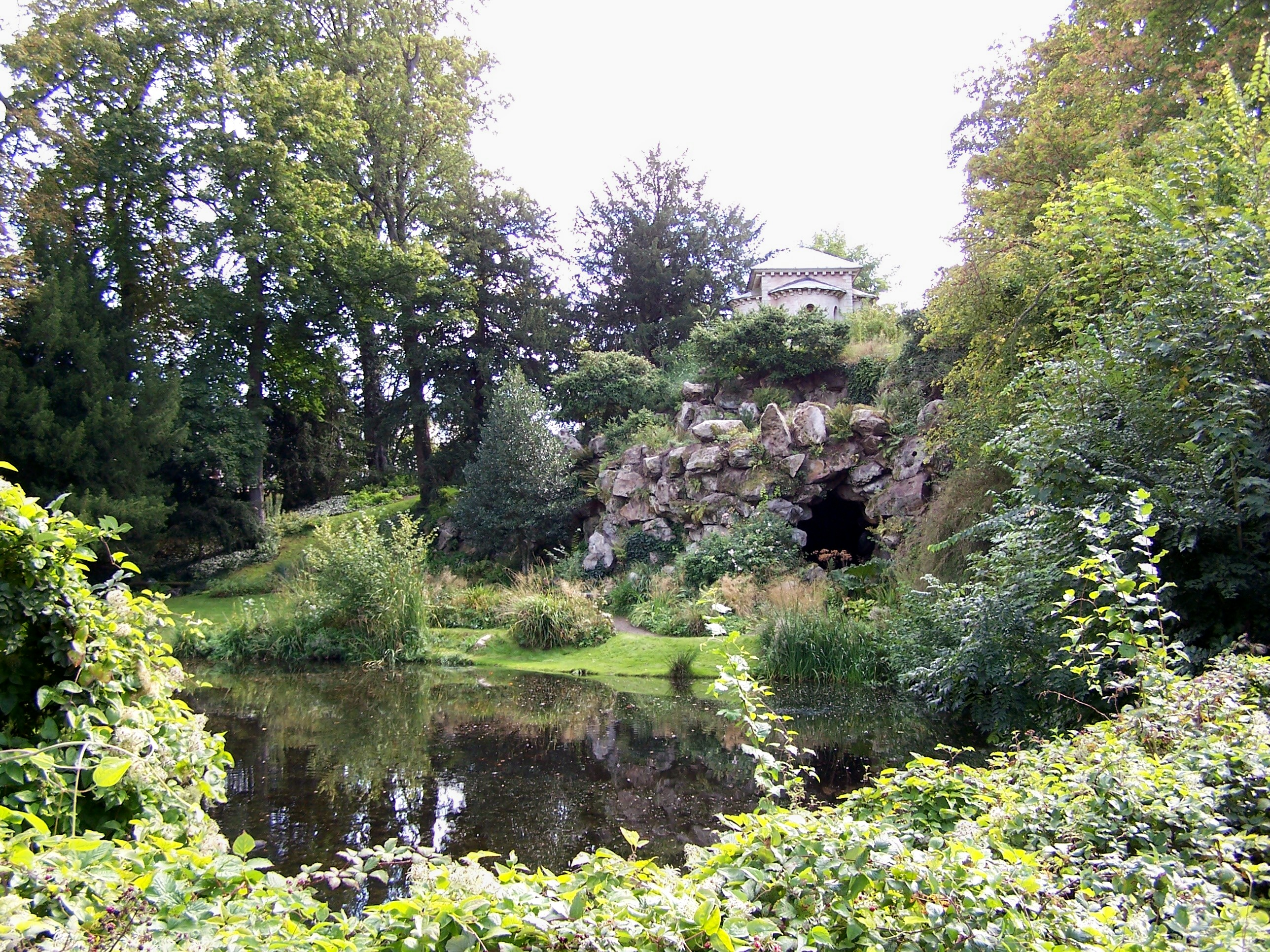
Le Parc Balbi à Versailles
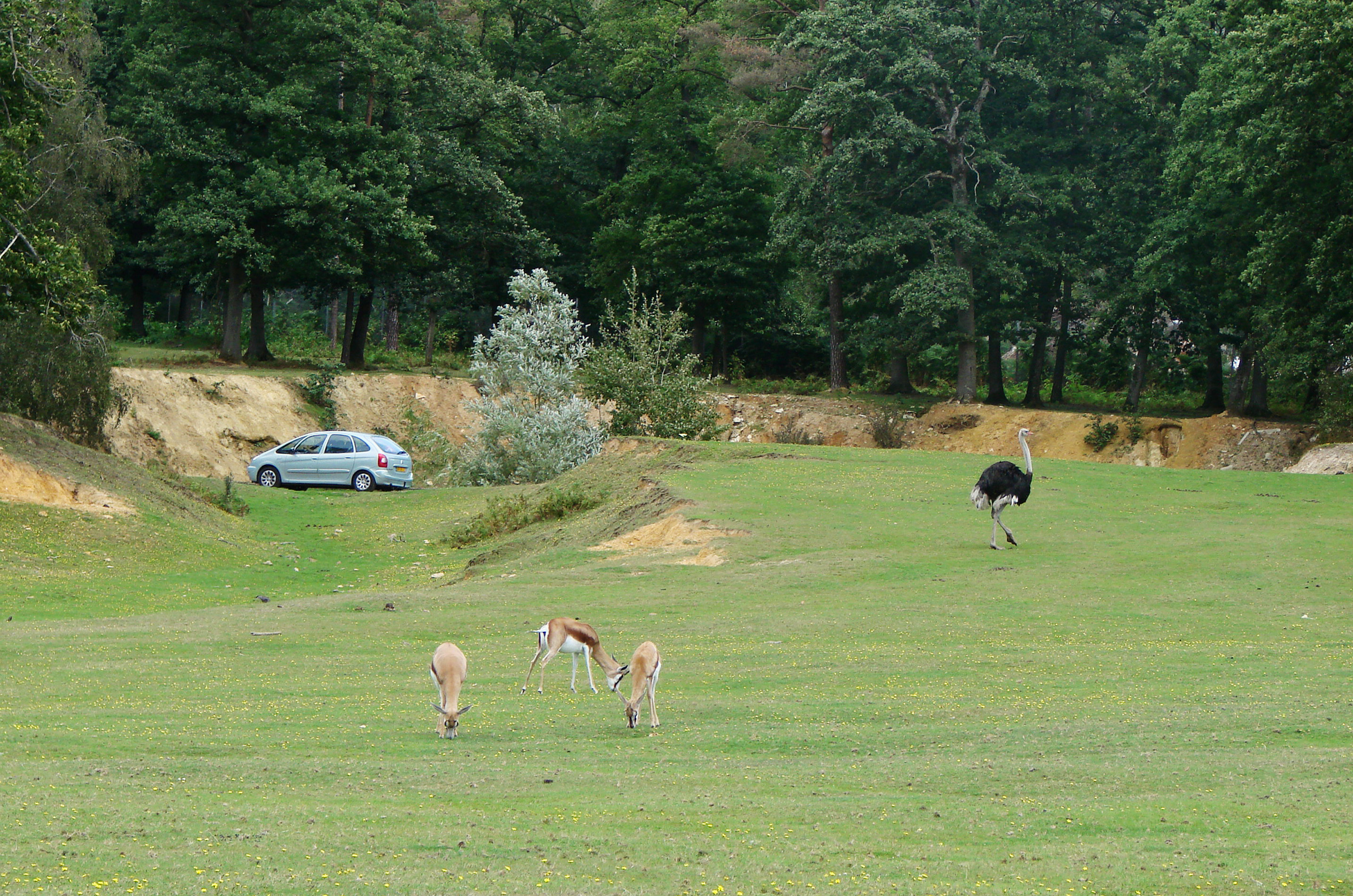
Le Parc animalier de Thoiry